# بوشنو (استان ماسوویان)
بوشنو (به لهستانی:  Błeszno) یک روستا در لهستان است که در گمینا رازانوو (شهرستان بیاووبژگی) واقع شده‌است.